# Grischa Ludwig
Grischa Ludwig (* 10. Januar 1974 in Stuttgart) ist ein international erfolgreicher deutscher Westernreiter.

## Werdegang
Grischa Ludwig hatte von Kindheit an Kontakt zu Pferden, sein Vater leitet ein reittherapeutisches Zentrum. Als Jugendlicher versuchte er sich in verschiedenen Sportarten, so im Radsport, in der Leichtathletik und im Bogenschießen. Schließlich kam er doch zum Reiten zurück und entschied sich für das Westernreiten („Als Jugendlicher hat mir die Art und Weise gefallen. Westernreiten ist unglaublich lässig“). 1992 gewann er den Youth Quarter Horse World Cup Western Riding in Australien. Er trainierte unter anderem bei den US-Amerikanern Todd Arvidson, Karl McCuiston und Doug Milholland.
2000 siegte er im Sattel von As Smart As Charley bei der Americana in Augsburg, was ihm den dritten Platz in der Gesamtjahreswertung der Vereinigten Staaten von Amerika einbrachte – der bisher größte Erfolg eines deutschen Westernreiters.
In den Jahren 2001 und 2004 wurde er Deutscher Reining-Meister, 2007 wurde er zudem Mannschaftseuropameister.
Bei den Weltmeisterschaften 2010 in Lexington (Kentucky) belegte er im Reining mit Hot Smokin Chex im Einzel Rang 5 (somit das beste Paar Europas) und mit dem Team Platz 6.
Grischa Ludwig nahm an der Reining-Europameisterschaft 2019 in Givrins teil. Dort gewann er die Einzel-Goldmedaille. Mit seinen Kollegen Gina-Maria Schumacher, Markus Süchting und Elias Ernst gewann er mit der deutschen Equipe die Goldmedaille.
Er erreichte 2023 den Status einer NRHA One Million Dollar Rider, was bedeutet, dass er mit Preisgeldern bereits mehr als 1 Mio. $ bei NRHA-Turnieren verdient hat.
Ludwig ist sechzehnfacher Europameister der American Quarter Horse Association. Seit 1997 betreibt er in Bitz im Zollernalbkreis ein Gestüt mit Trainingsstall.

## Auszeichnungen
- Horseman-Award

## Pferde (Auszug)
- Olena San Badger (* 1992), American Quarter Horse, Fuchshengst, Vater: Peppy San Badger, Muttervater: Doc O'Lena, ein Sohn der legendären AQHA Hall of Fame-Stute Poco Lena, kam roh nach Deutschland, war im Alter von vier Jahren der erfolgreichste AQHA-Hengst der Welt und ist inzwischen einer der gefragtesten Vererber Europas.
- Pablo Quixote (* 1992), American Quarter Horse, Fuchshengst, Vater: Okie Paul Quixote, Muttervater: Okies Teddy Bear
- Hot Smokin Chex (* 2001), brauner American-Quarter-Horse-Hengst, Vater: Nu Chex to Cash, Muttervater: One Gun, Züchter: Hilldale Farm (Kentucky)
- As Smart As Charley (* 1994), American-Quarter-Horse-Hengst, Vater: As smart as the fox, Muttvater: Bueno chex
- Jokers Enterprise (* 1993), brauner American-Quarter-Horse-Hengst, Vater: Joker Solano, Muttervater: Be Aech Enterprise, Besitzer: Ludwig Quarter Horses und Helmut Kiemer
- Nics Peppy Train (* 1996), American Quarter Horse, Fuchshengst, Vater: Dual Peppy, Muttervater: Reminic